# La Vela Puerca

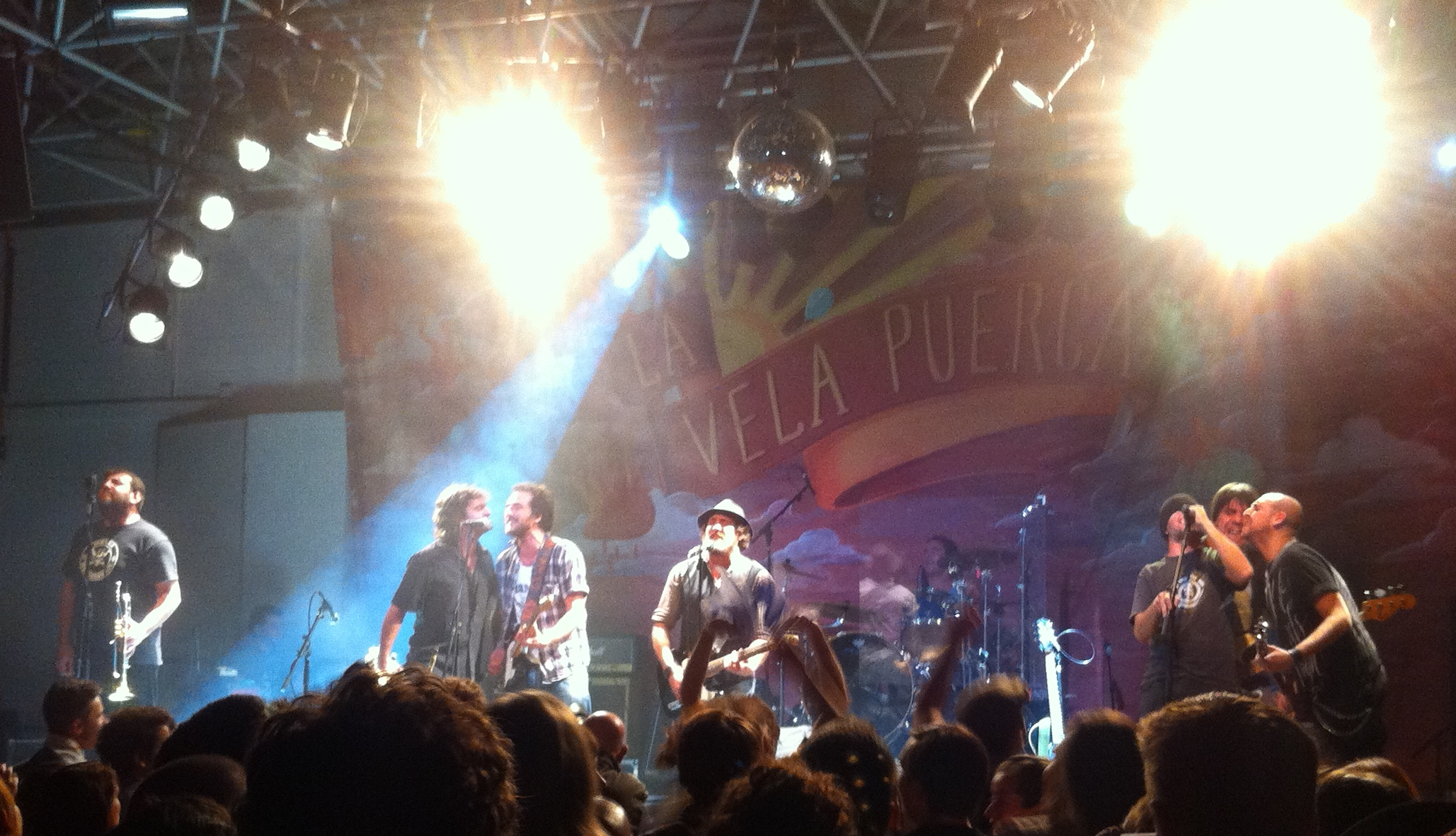
La Vela Puerca 2013

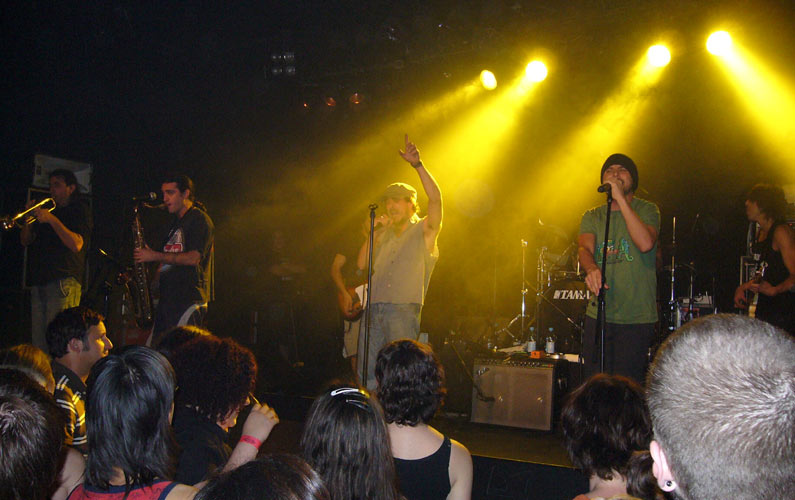
La Vela Puerca Konzert 2007 in Frankfurt

La Vela Puerca ist eine Ska-Punk-Latin-Rock-Band aus Montevideo/Uruguay.

## Geschichte
Gegründet wurde die Band im Jahr 1995. In Deutschland hat sie nicht zuletzt durch ihre Auftritte als Supportband für Die Ärzte Bekanntheit erlangt. Diese wiederum waren bereits als Support für La Vela Puerca in Südamerika unterwegs; dort füllt die Band die großen Konzerthallen und gilt als eines der Aushängeschilder des Latin-Ska – obwohl sie sich stilistisch weit vom klassischen Ska entfernen. Gerade in Uruguay hat sich seit Mitte der 1990er Jahre eine sehr präsente Szene gebildet, die auch durch Bands wie No Te Va Gustar oder Abuela Coca vertreten wird.

## Bandmitglieder
- Sebastián Teysera (Gesang)
- Sebastián Cebreiro (Gesang)
- Rafael Di Bello (Gitarre)
- Alejandro Piccone (Trompete)
- Nicolás Lieutier (Bass)
- Lucas de Azevedo (Schlagzeug) – bis Sommer 2004 - († 2022[1])
- Pepe (Schlagzeug) – ab Sommer 2004 -
- Carlos Quijano (Saxophon)
- Santiago Butler (Gitarre)

## Diskografie

### Alben
- 1998 – Deskarado (1999 in Europa unter dem Namen „La vela puerca“ veröffentlicht)
- 2001 – De bichos Y flores (UY: Gold)[2]
- 2003 – La vela puerca
- 2004 – A contraluz (in Deutschland 2005 erschienen)
- 2007 – El impulso
- 2009 – Normalmente anormal (Live-CD und DVD mit Dokumentarfilm und Live-Konzert, sowie eine Extra-CD mit unveröffentlichten Liedern)
- 2009 – Comprimida 1995/2009
- 2011 – Piel Y hueso
- 2013 - Pasaje salvo (EP - nur über soundcloud zu beziehen)
- 2014 - Érase (UY: Platin)[3]
- 2017 - DesMemorias Puerca
- 2018 - Destilar
- 2022 - Discopático

### Videoalben
- 2014 - Uno para todos (nur über die offizielle Website der Band zu beziehen, UY: ×2Doppelplatin )[4]